# Перязев, Александр Васильевич
Александр Васильевич Перязев (род. 26 декабря 1965) — российский военачальник, заместитель начальника Главного управления боевой подготовки Вооружённых сил РФ, на август 2023 года командующий 6-й общевойсковой армией, генерал-лейтенант (2023).

## Биография
Александр Васильевич Перязев родился 26 декабря 1965 года в селе Ключи Алтайского края. С детства мечтал о военной службе, и по настоянию отца в 1981 году поступил в Уссурийское суворовское военное училище, проходил обучение в 1 взводе 6 роты. По окончании в 1983 году поступил в Киевское высшее общевойсковое командное училище которое окончил в 1987 году.
Непосредственно по окончании обучения в военном ВУЗе, молодой офицер продолжил службу в Вооружённых Силах страны. Служил на должностях командира разведывательного взвода, разведывательной роты и мотострелкового батальона Сибирского военного округа.
В 1994 поступил и в 1997 году окончил Военную академию им. М. В. Фрунзе.
По окончании академии проходил службу на должностях начальника штаба — заместителя командира мотострелкового полка, заместителя командира мотострелкового полка, командира учебного мотострелкового полка и начальника штаба — заместителя командира 2-й гвардейской танковой Тацинской дивизии в Сибирском военном округе, военного коменданта Шатойского района Чеченской Республики, командира гвардейской отдельной мотострелковой бригады, командира военной базы в Закавказье.
В 2008—2010 — слушатель Военной академии Генерального штаба Вооружённых сил Российской Федерации (факультет национальной безопасности и обороны государства).
В 2010—2011 — начальник управления боевой подготовки Дальневосточного военного округа.
В 2011—2013 — начальник управления боевой подготовки Восточного военного округа.
В 2013—2015 — начальник управления боевой подготовки Сухопутных войск.
С июня 2015 по февраль 2017 — командир 68-го армейского корпуса Восточного военного округа.
С февраля 2017 по май 2018 — командующий 20-й гвардейской общевойсковой армией Западного военного округа.
С мая 2018 года — заместитель начальника Главного управления Боевой подготовки Вооружённых Сил.
На должности командующего занимался вопросам о реформировании структуры армии. В основном это касалось формированием двух новых мотострелковых дивизий в составе армии, кроме того формировались соединения и подразделения непосредственного армейского подчинения:
Эта задача уже выполняется. В Валуйках Белгородской области и Богучаре Воронежской области фактически завершилось формирование 3-й мотострелковой дивизии (на базе 23-й и 9-й мотострелковых бригад). Кроме того, в Воронеже и Воронежской области располагается и формируется ряд соединений и подразделений прямого армейского подчинения. Параллельно еще с начала передислокации армии ведется строительство военных городков в Богучаре, Валуйках и Клинцах Брянской области, где теперь размещается 28-я отдельная Симферопольская мотострелковая бригада (ранее находилась в Екатеринбурге). Действующие соединения в составе 20-й армии есть и в Курской области (в частности, 448-я ракетная и 53-я зенитная ракетная бригады), причем передислокация в Нижегородскую область 2010–2014 годов ее не затронула.
Принимал непосредственное планирование и проведение в сентябре 2017 года совместных белорусско-российских военных учений «Запад-2017». После проводимых учений оценил уровень боевой подготовки с оценкой "отлично" самоходно-артиллерийского полка 20-й гвардейской общевойсковой армии:.
Что касается прошедших учений — первая и самая главная задача: проверить готовность полка к выполнению внезапно поставленных задач. Задача артиллерийского полка, ни для кого не секрет ,- это огневая поддержка и огневое обеспечение мотострелковых и танковых подразделений. О том, что полк будет участвовать в учениях «Запад-2017» знали только в Генеральном штабе, даже я этого не знал.
Проводил развёртывание инфраструктуры для военнослужащих новой артиллерийской бригады 20-й гвардейской общевойсковой армии в декабре 2017 года. По словам Александра Перязева:
в Богучаре продолжается развитие инфраструктуры для военнослужащих 20-й армии. В частности, до конца 2017 года сдадут в эксплуатацию восемь казарм и две столовые. Идет строительство семи многоквартирных домов, в которых будут проживать офицеры – всего 250 квартир. Первое заселение пройдет перед новогодними праздниками. Таким образом, в Богучаре полностью закроют потребность в жилье для военнослужащих.
С мая 2018 года — заместитель начальника Главного управления боевой подготовки Вооружённых сил Российской Федерации. С 2018 года является главным судьёй Армейских международных игр под руководством начальника Главного управления боевой подготовки ВС РФ генерал-полковника Бувальцева Ивана Александровича.
Принимал непосредственное участие в организации и проведения боевой подготовки перед проведением широкомасштабных манёвров войск (сил) Вооружённых сил РФ «Восток — 2018».
В этом году основным и наиболее масштабным мероприятием подготовки Вооружённых Сил стали манёвры войск «Восток-2018», в которых участвовали три оперативно-стратегических объединения. Соединения и воинские части этих объединений привлекались на практические действия для подтверждения принятых в штабах решений в качестве войск обозначения, где показали высокий уровень обученности и хорошую полевую, воздушную и морскую выучку.
В 2020 году на базе Многофункционального огневого центра (МФОЦ) Военно-патриотического парка культуры и отдыха Вооружённых Сил Российской Федерации «Патриот» прошёл сбор должностных лиц, которым предстоит проводить занятия и соревнования по армейской тактической стрельбе в Вооружённых Силах РФ. В своём высказывании заместитель начальника Главного управления боевой подготовки Вооружённых сил Российской Федерации отметил необходимость внедрения такового упражнения в боевую подготовки Вооружённых сил РФ. Также во время форума сообщил, что в ходе анализа последних пяти лет проводимых Армейских международных игр, появилась возможность расширить географию проводимого мероприятия:.
Расширяется география игр. В 32 конкурсах состязались более 200 команд с четырёх континентов. На территории 10 государств приняли участие в играх более 5000 военнослужащих из 39 стран. Впервые конкурсы проводились в Индии, Монголии и Узбекистане. Увеличивается число посетителей, а также теле- и интернет-аудитория
Необходимость внедрения упражнений армейской тактической стрельбы обусловлена скоротечностью огневых контактов.Это требует от военнослужащих повышенных навыков владения индивидуальным стрелковым оружием в сочетании с психологической устойчивостью. Сегодня практическое занятие проводил инструктор, у которого было своё пристрелянное оружие. Ради интереса ему дали чужой пистолет. Так вот, у него первый выстрел из него был мимо, второй – в габарит мишени, а все последующие – точно в цель. Вот это настоящий профи. Таких, как он, нам нужно больше.
Участник боевых действий.
Женат. Воспитал дочь.

## Награды
- Орден Мужества
- Орден За военные заслуги
- Медаль ордена За заслуги перед Отечеством 2 степени
- Медаль Суворова
- Медаль Жукова
- Медаль За боевые заслуги
- Медаль 50 лет Победы в Великой Отечественной войне 1941—1945 гг.
- Медаль 70 лет Вооружённых сил СССР
- Медаль За воинскую доблесть 1 степени
- Медаль За отличие в военной службе 1, 2 и 3 степеней
- Медаль За участие в военном параде в День Победы
- Медаль За отличие в службе в Сухопутных войсках
- Медаль Участнику военной операции в Сирии
- Медаль 200 лет МВД России
- Медаль Маршал Баграмян (Армения)